# Maksymilian Nawara
Maksymilian Nawara, właśc. Robert Nawara (ur. 10 marca 1979 w Sosnowcu) – polski benedyktyn, publicysta, doktor teologii patrystycznej, prowadzi Ośrodek Medytacji Chrześcijańskiej w klasztorze benedyktynów w Lubiniu, od 2018 opat prezes benedyktyńskiej Kongregacji Zwiastowania, zaangażowany w dialog międzyreligijny.

## Życiorys
Wychował się w Będzinie. Ukończył tamtejsze Liceum Ogólnokształcące im. Stanisława Wyspiańskiego. Należał do parafii pw. św. Katarzyny i bł. Honorata Koźmińskiego. W młodości należał do harcerstwa. Początkowo nie przywiązywał wagi do życia religijnego, ale w szkole średniej rozpoczął się powolny proces jego nawrócenia.
Po maturze w 1998 wstąpił do klasztoru benedyktynów w Lubiniu. Nowicjat rozpoczął w grudniu 1998, pierwszą profesję monastyczną złożył 11 lipca 2000, a uroczyste śluby 7 września 2003. Ukończył 6-letnie studia w Wyższym Seminarium Duchownym Karmelitów Bosych w Poznaniu (2002–2008). Święcenia diakonatu przyjął w 2007, a święcenia prezbiteriatu 18 maja 2008. 
W 2006 przejął prowadzenie Ośrodka Medytacji Chrześcijańskiej przy klasztorze benedyktynów w Lubiniu po o. Janie Berezie. W latach 2008–2018 sprawował funkcję mistrza nowicjatu i postulatu, a od 30 października 2012 do 2018 – podprzeora opactwa w Lubiniu.
W 2015 obronił pracę doktorską pod kierunkiem ks. prof. dr hab. Bogdana Częsza na Wydziale Teologicznym UAM w Poznaniu z dziedziny teologii patrystycznej pt. Teologiczna interpretacja raju w dziełach świętego Efrema Syryjczyka i jej aplikacja w liturgicznych hymnach Kościołów tradycji syryjskich w Indiach.
Od 2004 brał udział w kapitułach generalnych Kongregacji Zwiastowania jako delegat lubińskiej wspólnoty. W 2012 r. został mianowany czwartym asystentem o. Ansgara Schmidta, ówczesnego opata prezesa Kongregacji Zwiastowania. Podczas kapituły generalnej w opactwie św. Scholastyki w Subiaco, 9 września 2018 o. Maksymilian Nawara został wybrany nowym opatem prezesem Kongregacji Zwiastowania.
O. Nawara przez ok. 10 lat był członkiem grupy „Christophoros”, zrzeszającej wspólnoty życia różnych wyznań chrześcijańskich. Jest aktywnie zaangażowany w dialog międzyreligijny, szczególnie z buddyzmem zen tradycji sōtō. Uczył się języka syryjskiego i wielokrotnie bywał w Indiach.

## Publikacje książkowe o. Maksymiliana Nawary
- (współautor Jan Bereza) Medytacja z ojcem Serafinem (Poznań 2012, W drodze, ISBN 978-83-7033-795-7)
- (współautor Dariusz Hybel) Słuchaj, medytacja jest... Z o. Janem Berezą rozmowa post mortem (Lubiń 2016, Opactwo Benedyktynów, zob. fragment)
- Oddychać Imieniem. O medytacji chrześcijańskiej (Poznań 2017, W drodze, ISBN 978-83-7906-103-7)
- Istnieje potrzeba modlitwy głębi (Joanna Bielska-Krawczyk: rozmowa z ojcem Maksymilianem Nawarą – benedyktynem, opiekunem Ośrodka Medytacji Chrześcijańskiej w Lubiniu) [w:] Wiara w czasach niewiary. Rozmowy o współczesnej religijności, pod red. Joanny Bielskiej-Krawczyk (Kraków 2017, Znak, ISBN 978-83-240-4961-5)
- (współautor Dariusz Hybel) Medytacja Droga Miłującej Obecności (Lubiń 2019, Opactwo Benedyktynów, ISBN 978-83-952239-2-1, zob. fragment)